# Милош Чудић
Милош Чудић (Бања Лука, 21. август 1996) је професионални Фудбалер који тренутно наступа за Борац из Бања Луке. Натупао је за селекцију Републике Српске до 18 година, као и за омладинску репрезентацију Србије.

## Каријера
Прошавши млађе категорије фудбалског клуба Рад, Чудић је за сениорску екипу овог клуба дебитовао 2014, забележивши два наступа у Суперлиги Србије. Потом је уступљен филијали Жаркову, где је наступао све до краја 2016. године. Први део наредне године провео је у Земуну, а након тога је потписао за бањалучки Борац.